# Lucas Hernandez
Lucas François Bernard Hernandez, född 14 februari 1996 i Marseille, är en fransk fotbollsspelare (försvarare) som spelar för Paris Saint-Germain. Han representerar även Frankrikes landslag. Lucas far, Jean-François, är en före detta fotbollsspelare och hans yngre bror, Theo, spelar för AC Milan.

## Klubbkarriär
Den 27 mars 2019 tillkännagav Bayern München att Hernandez skulle ansluta till klubben på ett femårskontrakt den 1 juli samma år.
Den 9 juli 2023 värvades Hernandez av Paris Saint-Germain, där han skrev på ett femårskontrakt.

## Landslagskarriär
Hernandez debuterade för Frankrikes landslag den 23 mars 2018 i en 3–2-förlust mot Colombia, där han blev inbytt i den 76:e minuten mot Lucas Digne. Han vann VM-guld med Frankrike i VM 2018.
I november 2022 blev Hernandez uttagen i Frankrikes trupp till VM 2022.